# Rébellion nestorienne

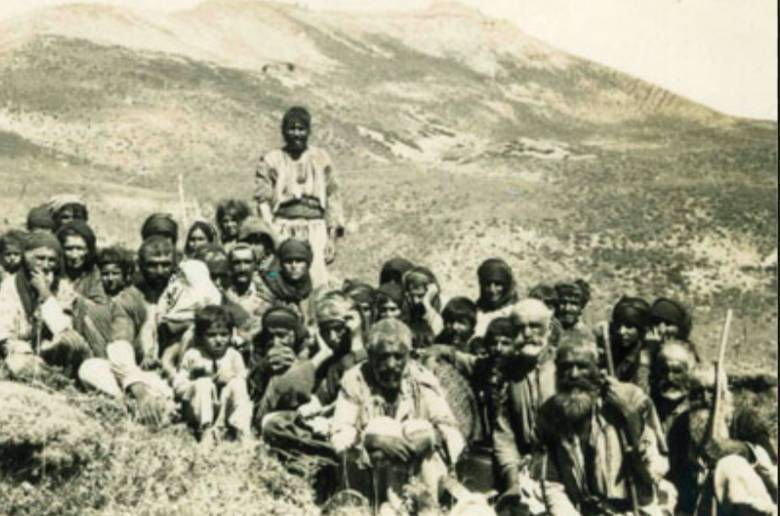
une image du soulèvement nestorien

La rébellion nestorienne est un soulèvement de la communauté nestorienne du sud-est de la Turquie qui commence le 12 septembre 1924 et se termine le 28 septembre de la même année. Il trouve ses racines dans le conflit entre la Turquie et les Britanniques sur le statut de Mossoul. Afin de prendre le dessus, la Grande-Bretagne promet aux nestoriens de Turquie une patrie nestorienne indépendante, ce qui conduit à un soulèvement des nestoriens. Après la fin de la rébellion, 8 000 nestoriens sont déportés vers l'Irak mandataire. 
(Une rébellion antérieure de la communauté nestorienne avait eu lieu les 3 et 4 septembre 1924).